# Deuxième attentat de Nyanya
Pour les articles homonymes, voir Attentat de Nyanya.
Le deuxième attentat de Nyanya est commis le 1er mai 2014 par Boko Haram au cours de l'insurrection djihadiste au Nigeria.

## Déroulement
Le soir du 1er mai, vers 20 heures, l'explosion d'une voiture piégée frappe la gare routière de Nyanya, située en périphérie d'Abuja. Deux semaines plus tôt, cette même gare avait été le lieu d'un premier attentat qui avait fait 75 morts et 141 blessés. L'explosion du véhicule piégé a eu lieu à moins d'une cinquantaine de mètres de l'emplacement de l'attentat précédent.
Les morts et les blessés sont conduits à l'hôpital général Asokoro et à d'autres centres médicaux. Le travail des secours est cependant compliqué par l'obscurité des lieux, très mal éclairés la nuit tombée.
Trois engins artisanaux n'ayant pas explosé sont également découverts sur place par la police.

## Bilan
Le lendemain de l'attaque, le bilan officiel est de 19 morts selon porte-parole de la police Frank Mba. Pour Manzo Ezekiel, porte-parole de l'agence nigériane de gestion des situations d'urgence (NEMA), il y aurait également 80 blessés,.
L'attaque n'a eu lieu qu'à quelques kilomètres du siège du gouvernement et intervient moins d'une semaine avant le début du Forum économique mondial pour l'Afrique, qui doit se tenir à Abuja. Pourtant, après le premier attentat du 14 avril, les organisateurs du Forum avaient promis de déployer un dispositif de sécurité inédit afin de sécuriser cette réunion internationale au Nigeria, pays qui est devenu la première économie africaine et le premier producteur de pétrole du continent.